# Édouard Fachleitner
Édouard Fachleitner, né le 24 février 1921 à Santa Domenica d'Albona en Italie (aujourd'hui Sveta Nedelja en Croatie) et mort le 18 juillet 2008 à Manosque, est un coureur cycliste français.

## Biographie
Édouard Fachleitner est né d'un père autrichien et d'une mère yougoslave. Il est naturalisé français le 23 juin 1939. 
Professionnel de 1943 à 1952, il remporte 16 victoires. Dans le premier Tour de l'après-guerre, en 1947, le « berger de Manosque » prend la deuxième place du classement final, à 3 min 58 s de Jean Robic, après avoir aidé son leader René Vietto. 

## Palmarès
- 1942
  - Grand Prix du Cinquantenaire de l’UC Grenoble :
    - Classement général
    - 1reb étape (contre-la-montre)
- 1943
  - Coupe Marcel Vergeat
  - 2e de Toulouse-Carcassonne
  - 3e de la course de côte du mont Faron
- 1945
  - Grand Prix d'Armagnac :
    - Classement général
    - 1reb étape

  - Grand Prix des Alpes
- 1946
  - Grand Prix de Manosque
  - Grand Prix d'Ajaccio-Bastia
  - Circuit de La Grand-Combe
  - Critérium de la République du Sud-Ouest
  - 3e de la Ronde de France
- 1947
  - 11e étape du Tour de France
  - Grand Prix de Manosque
  - Circuit du Ventoux
  - 2e du Tour de France
  - 5e du championnat du monde sur route
  - 6e de Paris-Tours
  - 7e de Paris-Roubaix
- 1948
  - Critérium du Dauphiné libéré
  - 2e du Grand Prix de l'Écho d'Alger
  - 3e du Grand Prix de Cannes
- 1949
  - 2e du Grand Prix de Cannes
  - 6e de Milan-San Remo
- 1950
  - Tour de Romandie
  - Grand Prix de Cannes

## Résultats sur les grands tours

### Tour de France
4 participations
- 1947 : 2e, vainqueur de la 11e étape
- 1948 : abandon (7e étape)
- 1949 : abandon (17e étape)
- 1952 : abandon (5e étape)

### Tour d'Italie
1 participation 
- 1951 : abandon